# Bitwa pod Lipanami
Bitwa pod Lipanami (czes. Bitva u Lipan) – starcie zbrojne między katolicką i utrakwistyczną szlachtą czeską a taborytami i tzw. sierotkami w okresie wojen husyckich. W Czechach uważane za jedną z ważniejszych bitew w historii kraju.

## Przebieg bitwy
Stoczona została 30 maja 1434 roku w pobliżu Lipan (pomiędzy Pragą a Kolínem), gdzie stanęły naprzeciw siebie połączone siły radykalnych husytów (taborytów dowodzonych przez Prokopa Wielkiego oraz sierotek dowodzonych przez Jana Čapka z Sán) z jednej strony, a z drugiej – sojuszu umiarkowanych husytów (utrakwistów) i katolików dowodzonego przez Diviša Bořka z Miletinka, dawnego towarzysza broni Jana Żiżki. Oddziały koalicji utrakwistów i katolików były liczniejsze, posiadali oni około 20 000 żołnierzy i 660 wozów bojowych, natomiast armia taborytów i sierotek (9 000 piechoty, 700 jazdy i 360 wozów bojowych) była mniej liczna, ale lepiej zorganizowana i bardziej doświadczona. Obie armie używały klasycznej taktyki husyckiej (walka z użyciem warownego taboru) oraz podobnego uzbrojenia.
Początkowo wojska radykałów schroniły się wewnątrz taboru (wagenburga) – sprzężonych wozów ustawianych w szyku kołowym (zazwyczaj w kilka współśrodkowych pierścieni). Taboryci liczyli na to, że koalicjanci – z uwagi na to, że ich terytorium pozostało właściwie niechronione – wykonując nerwowe działania popełnią jakiś błąd.
Diviš Bořek podzielił swą jazdę na dwie części, przy czym jednej nakazał schronić się w niewielkiej dolinie w pobliżu obozu radykałów. Drugiej grupie wraz z taborem nakazał atak na tabor radykałów, który po pierwszych salwach obrońców załamał się.
W tym momencie Prokop i Jan Čapek popełnili błąd. Podobnie, jak to miało miejsce we wcześniejszych walkach z wyprawami krzyżowymi na Czechy oraz podczas wypraw wojennych husytów, otwarto tabor, aby umożliwić własnym wojskom pogoń za ponoć uciekającymi w rozsypce przeciwnikami. Utrakwiści poczekali, aż Jan Čapek będzie dostatecznie daleko od wozów, a jego wojska będą zbyt zajęte masakrowaniem uciekających niedobitków. W odpowiednim momencie uderzył oddział ukryty w dolinie atakując opustoszały i otwarty tabor broniony przez niewielki oddział piechoty. W tym czasie rzekomo uciekające oddziały dokonały zwrotu i uderzyły na goniących ich taborytów. Niespodziewana zmiana sytuacji wprowadziła zamęt wśród taborytów. Čapek widząc, że Prokop nie obroni taboru, którego na dodatek nie można było już zamknąć (co w praktyce oznaczało przegraną w bitwie), zebrał pozostałość jazdy i uciekł z pola bitwy w kierunku Kolína, czym zyskał miano zdrajcy.
Bitwa zakończyła się masakrą taborytów i sierotek. Stracili 1 300 ludzi (w tym przywódcę – Prokopa Wielkiego), a cała armia została rozbita. W efekcie bitwy oba ugrupowania rozpadły się: część przystała do utrakwistów, część wyemigrowała. Opór niewielkich grup pozostałych w Czechach (np. Jan Roháč z Dubé) nie trwał długo. Bitwa położyła kres wojnom husyckim. Ostatnim, mniej znaczącym epizodem wojen husyckich była jednak bitwa pod Křečem, gdzie katolicy ostatecznie pokonali niedobitki taborytów. 
Fabularny opis bitwy pojawia się w książce Andrzeja Sapkowskiego Lux perpetua.